# Thaumaleus malaquini
Thaumaleus malaquini är en kräftdjursart som först beskrevs av Maurice Caullery och Mensil 1914.  Thaumaleus malaquini ingår i släktet Thaumaleus och familjen Monstrillidae. Inga underarter finns listade i Catalogue of Life.